# Pilník

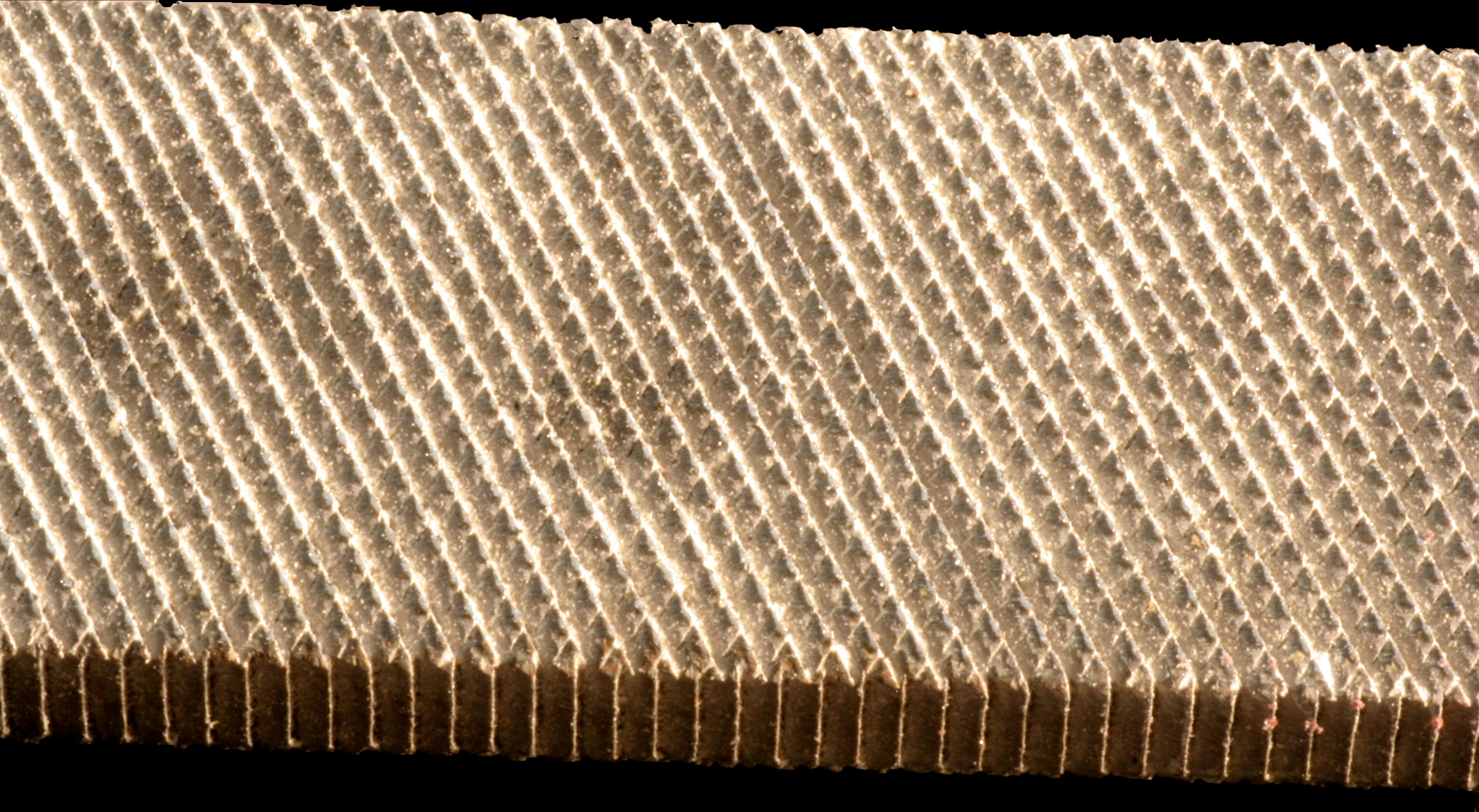
Detail seku pilníku

Pilník je nástroj k ubírání materiálu z povrchu výrobku. Skládá se z pevné části se zdrsněným povrchem (sekané drážkování) a z rukojeti. Sek může být jednoduchý nebo zdvojený (křížený), jeho hrubostí je dána schopnost pilníku ubírat materiál. Je to velmi starý nástroj. V lokalitě Staré Hradisko byl nalezen pilník z doby Keltů, starý přes 2000 let.

## Historie
Po mnoho staletí existovala profese pilníkář – výrobce pilníků. Než byly zavedeny kovoobráběcí stroje, vše šlo vyrobit jen díky pilníku. Byl to tehdy nezbytný nástroj mechaniků, nástrojařů, hodinářů a zámečníků. Pilníků existovaly z hlediska profilů a tvarů stovky druhů, vyráběly se pilníky o váze několika kg až po pilníky (pilníčky) jehlové. Pilníkář také dokázal vyrobit pilník přesně dle požadavku nástrojaře. Základem pilníkářovy dílny byla několik centů těžká olověná deska. Na ní položil polotovar pilníku a ručně ostrým sekáčem vysekával jeden sek (pilníkový zub) za druhým. Pak se provedla tepelná úprava pilníku cementováním, tj. nasycením povrchu oceli uhlíkem a zakalením.
Později byl v pilníkářské dílně stroj, který prováděl sekání.

## Popouštění
Zajímavě bylo vyřešeno popouštění, to jest tepelné zpracování po kalení, přičemž klesne tvrdost a stoupne houževnatost. Pilník je totiž nástroj, u kterého požadujeme maximální tvrdost: čím tvrdší, tím lepší. Při popouštění na 220 °C však už dojde k poklesu tvrdosti. Využívá se známého jevu, že je-li nižší teplota popouštění, musí popouštění trvat delší dobu. Pilníky se proto popouštěly tak, že se několik hodin vařily ve vodě.
Pilníkáři, jako živnostníci, existovali až do převratu v roce 1948, pak byli znárodňováni. V letech padesátých skončili poslední.[zdroj?]
Pilníky se dělí podle materiálu, který mají opracovávat (kovy, dřevo, nehty), podle průřezu (plochý, kulatý, půlkulatý, čtvercový, trojúhelníkový) a podle hrubosti seku.

## Použití a praxe
Pro práci s pilníkem je důležitý jeho pohyb po opracovávaném materiálu - pilníkem se nesmí kolébat, chod pilníku po materiálu je mírně zešikma, aby v obrobku nezůstávaly vyškrábané rýhy po seku. Pilníky by neměly být skladovány společně v zásuvkách, aby se jejich sek netupil vzájemným kontaktem. Doporučené je jejich zavěšení za rukojeť, u dražších pilníků opatření ochranným návlekem. Materiálem zanesený pilník se čistí mosazným drátěným kartáčem, dobrou ochranou proti zanášení je potření seku plavenou křídou. Pilníky je třeba chránit před zamaštěním.

### Nevýhoda pravidelnosti
Býval velký rozdíl mezi ručně a strojně zhotoveným pilníkem. Strojně vyrobený pilník díky přesně dělaným zubům se při pilování neznatelně rozechvěl (vibroval) a muselo se na něj více tlačit. U ručně zhotovených pilníků, díky nepravidelnosti seků, k vibraci nedocházelo (vyrušila se) a pilník do oceli pěkně "táhl". Ukazuje se, že ne vždy je dokonalý a přesný strojní výrobek lepší.[zdroj?]

## Typy pilníků
Plochý pilník s velmi hrubým sekem či miskovými ubíracími hroty na dřevo či kůži se nazývá struhák (slangově rašple).

### Nedrážkované nesekané
Používají se i pilníky na nehty, které jsou celokovové nebo ze smirkového papíru.
Existují i pilníky tzv. „rotační“, používané zejména k strojnímu pilování pomocí vrtačky nebo pilníky „diamantové“, na jejichž povrch je galvanicky nanesen diamantový prach. Používají se k opracování tvrdých materiálů. Ruční elektrické nářadí, které užívá úzkého brusného pásu k odebírání materiálu, se nazývá „elektrický pilník“.  